# درویش رکن‌الدین
درویش رکن‌الدین (قرن ۸ هـ‍ ق) حاکم سبزوار در سال ۷۷۹ هجری قمری بود.
از شیخیان و شاگرد شیخ حسن جوری بود. در ۷۷۸ هجری قمری به فارس رفت و از شاه شجاع مظفری کمک خواست. سال بعد به خراسان بازگشت و سبزوار را گرفت و دو سال حکومت آنجا را در دست داشت. خواجه علی مؤید با دشمنش امیر ولی در استرآباد علیه رکن‌الدین متحد شد و این دو توانستند رکن‌الدین را از سبزوار بیرون کنند.